# دبلجة أبطال الديجيتال (الجزء الأول)

مُلصق المُسلسل باللغة العربية.

تولّى مركز الزهرة مهمة دبلجة الجُزء الأول، بمُشاركة عدّد من المُدبجلين، وهم مروان فرحات وسمر كوكش وهدى الخطيب وآمنة عمر وعادل أبو حسون وآنجي اليوسف ومأمون الفرخ وفدوى سليمان ومجد ظاظا وبثينة شيا وفاطمة سعد. تميّز بانتقاء الأصوات وتغيير نبرات الأصوات على حسب اختلاف الشخصيّة، فعلى الرغم من أن هُناك خمسة أولاد من المجموعة من أصل ثمانية، إلا أنه من قام بأداء أدوار أبطال الديجيتال كانوا جميعاً من النساء، لوحظ أن بأن كُل مدبلج تقمص أدواراً عديدة، مثل مروان فرحات الذي أدى صوت الراوي وتقمّص دور ليث وطنبور، وفدوى سليمان التي تقمّصت دور سمر والوطواط وعنقاء، وفاطمة سعد التي تقمّصت دور زين وزقزوق والخفاش وخشوب وهادر. كما اُستبدلت عدة أدوار بدءً من مُنتصف الحلقات فقد اُستبدلت سمر كوكش بآمنة عمر ومأمون الفرخ بعادل أبو حسون وهدى الخطيب بأمل عمران، تُعد الدبلجة العربيّة أكثر الإصدارات تغييراً في النصوص والمُحتوى والأسماء والنطاق، فتم تغيير بعض الأساسيات مثل مفهوم التطوّر وأسماء الشخصيات والأماكن والكثير من النصوص لما يجعلها تُوافق المفاهيم والعادات العربيّة وما يُناسب عمر المشاهد، لاقت الدبلجة العربيّة ردود فعل بين مؤيدٍ ومُعارض، من أقوال المُعارضين، تحريف القصة عن سياقها الأصلي مما يجعلها غير مقبولة عقلياً، ومن أقوال المؤيدين، بأن الدبلجة كانت مُميزة، وهي تحافظ على العادات العربيّة والقيّم الأخلاقيّة.

## شعبيّة المُسلسل في الوطن العربي
يحظى مُسلسل أبطال الديجيتال بشعبيةٍ كبيرة في الوطن العربي، ويُعد أحدَ أشهر سلاسل الأنمي في الألفية الثانية بجانب المحقق كونان وون بيس ودراغون بول وعدد من الأنميات الأخرى التي لاقت رواجاً على مُختلف الدُوّل والمُجتمعات العربيّة، كانت بداية المُسلسل على قناة سبيس تون ثم عُرض تباعاً على قناة ام بي سي في عام 2001، عُرض على الكثير من القنوات العربيّة بجانب سبيس تون وام بي سي، فقد عُرض على تلفزيون قطر وقناة سما دبي وعدة قنوات أخرى، يُعتبر الجُزء الأول أحد المُسلسلات التي عاصرت الزمن الذهبي لبدايات قناة سبيس تون في بداية الألفية الثانية، وعلى مدى أكثر من عشرين عامًا ما زال المُسلسل يحظى بشعبيّة كبيرة، لم تأتي هذه الشعبيّة الكبيرة فقط من قصّة المُسلسل بل اندرجت ضمن ذلك الأغنيّة الأيقونية في المُسلسل.

## الاختلافات
ظهرت اختلافات كثيرة جداً في الدبلجة العربيّة سواءً في الحوار أو في المضمون أو في المشاهد أو في السيناريو، وذلك لعدة أسباب مُختلفة، منها حجب المشاهد التي لا تُناسب بعض الفئات العمريّة وكذلك مراعاة الجانب الديني والتقاليدي للمجتمع العربي، وأهم هذه الاختلافات :
- إلغاء فكرة التطوّر نهائياً واستبدال ذلك بالأخ الرقميّ الذي ينوب عن المُستوى الذي قبله بالقتال ثم يعود من حيث أتى، حيث اسْتُقطِعت جميع مشاهد تطوّر المُرافقين، وقاموا بتكرار مشاهد المخلوق الرقميّ قبل تطوّره وذلك للإيحاء بوجوده.
- تغيير المراحل الدراسيّة للأولاد.
- ذُكر في الدبلجة العربيّة بأن وسيم هو شقيق يامن من والدته فقط، والحقيقة هي أنهما أخويّن من نفس الوالديّن لكنهما تعرضا للطلاق منذ فترة.
- في الدبلجة العربيّة وتحديداً في الحلقة السادسة عشر عندما كانت سمر تستذكر أيام أمجد ذكرت بأن شقيقها كان لاعباً بجانبب أمجد في فريق كرة القدم وفي الحقيقة كان شقيقها هي ذاتها سمر.
- استبدال جميع أسماء الشخصيّات والمخلوقات الرقميّة والأماكن والمُدن بأسماء عربيّة، مثال ذلك استُبدلت قارة سيرفر بأرض الياقوت واستُبدلت مدينة أودايبا بالمدينة الجديدة.
- قام مركز الزهرة بحجب الرموز الدينية التي تُشير إلى مُعتقدات مُخالفة مثل صليب المسيح (كما ظهر في قلادة زيّن) وإخفاء مظاهر الكنائس والطلاسم وغيرها.
- تغيّرت أجناس بعض الشخصيّات، مثل خرموش وجارح وعقاب وظهورهم بأنهم ذكور عِوّضَ القوّل بأنهم إناث كما وُرد في الإصدار الياباني، وكذلك مثل عنقاء والقوّل بأنها أنثى بدلاً من القوّل بأنها ذكر.
- أزال مركز الزهرة بعض المشاهد التي يظهر فيها تعرّي أو كشف لبعض مناطق الجسم مما لا يُناسب بعض الفئات العُمريّة.
- خَلْق فكرة قاعدة الديجيتال التي تتحكم بمُجريات أمور العالم الرقميّ، رغم أنه في الأصل لا وجود لها في الإصدار الياباني.
- غُيرت بعض الأساسيات كأسماء المُستويات كما تًصنف قوّة المخلوقات الرقميّة بأرقامٍ للطاقة بدلاً من ذِكر مُستويات القتال كما حدث في الإصدار الياباني.
- حُذفت العناوين التي تسبق الحلقات ووُضعت بدلاً منها نصائح توعويّة، بالإضافة إلى حذف فقرة الفواصل الإعلانيّة في مُنتصف الحلقات.

## مؤدو الأصوات

### الراوي
| الشخصية | أداء الصوت  |
| ------- | ----------- |
| الراوي  | مروان فرحات |

### أبطال الديجيتال
| الشخصية | أداء الصوت           |
| ------- | -------------------- |
| أمجد    | آنجي اليوسف          |
| يامن    | بثينة شيا            |
| شادي    | هدى الخطيب أمل عمران |
| سمر     | فدوى سليمان          |
| مي      | سمر كوكش آمنة عمر    |
| زين     | فاطمة سعد            |
| وسيم    | مجد ظاظا             |
| هند     | آنجي اليوسف          |

### المرافقون
| الشخصية        | أداء الصوت           |
| -------------- | -------------------- |
| المُستوى الأول  |                      |
| ورد            | بثينة شيا            |
| رمح            | سمر كوكش             |
| زبد            | فاطمة سعد            |
| فلة            | آنجي اليوسف          |
| حلم            | مجد ظاظا             |
| رمل            | آنجي اليوسف          |
| سكر            | فدوى سليمان          |
| المُستوى الثاني |                      |
| رعد            | بثينة شيا            |
| كاسر           | سمر كوكش آمنة عمر    |
| هادر           | فاطمة سعد            |
| هديل           | هدى الخطيب أمل عمران |
| زهرة           | مجد ظاظا             |
| بحر            | آنجي اليوسف          |
| صدى            | فدوى سليمان          |
| قرقش           | مجد ظاظا             |
| المُستوى الثالث |                      |
| صنديد          | بثينة شيا            |
| رماح           | سمر كوكش             |
| إعصار          | فاطمة سعد            |
| جارح           | فدوى سليمان          |
| صبارة          | مجد ظاظا             |
| عاصف           | آنجي اليوسف          |
| عنقاء          | فدوى سليمان          |
| خرموش          | مجد ظاظا             |
| المُستوى الرابع |                      |
| عقاب           | مروان فرحات          |
| فراشة          | مجد ظاظا             |
| سندان          | عادل أبو حسون        |
| صوان           | مروان فرحات          |
| غيثاء          | مجد ظاظا             |
| المُستوى الخامس |                      |
| جلمود          | مروان فرحات          |
| سمهر           | عادل أبو حسون        |

### المخلوقات الرقمية
| الشخصية          | أداء الصوت                                  |
| ---------------- | ------------------------------------------- |
| فترة الخفاش      |                                             |
| الوحش الملتهب    | مروان فرحات                                 |
| فولاذ            | مروان فرحات                                 |
| الدبق (مجموعة)   | فاطمة سعد بثينة شيا                         |
| الدبدوب          | مأمون الفرخ                                 |
| ليث              | مروان فرحات                                 |
| الغول            | بثينة شيا                                   |
| الخفاش           | فاطمة سعد                                   |
| طحلوب            | بثينة شيا                                   |
| جرود             | فاطمة سعد عادل أبو حسون                     |
| جامح             | بثينة شيا                                   |
| الهر             | فاطمة سعد                                   |
| فترة قردون       |                                             |
| الحوت            | مأمون الفرخ عادل أبو حسون                   |
| الشرس (مجموعة)   | مروان فرحات فاطمة سعد فدوى سليمان بثينة شيا |
| قردون            | مأمون الفرخ                                 |
| دعبول            | مأمون الفرخ آنجي اليوسف                     |
| الديك            | مروان فرحات                                 |
| كهرب             | فاطمة سعد                                   |
| فترة الوطواط     |                                             |
| زقزوق            | فاطمة سعد                                   |
| فقوس             | مجد ظاظا                                    |
| دحدح             | بثينة شيا                                   |
| بعبع             | بثينة شيا                                   |
| زنبع             | مجد ظاظا                                    |
| فرفوشة           | بثينة شيا                                   |
| فشكول            | مروان فرحات                                 |
| الوطواط          | فدوى سليمان                                 |
| طحبوش            | مروان فرحات                                 |
| زرد              | مروان فرحات                                 |
| وحل              | آنجي اليوسف                                 |
| يقطين            | أمل عمران                                   |
| شهاب             | بثينة شيا                                   |
| عماش             | عادل أبو حسون                               |
| هراس             | مروان فرحات                                 |
| فترة سادة الظلام |                                             |
| طنبور            | مروان فرحات                                 |
| أفعوان           | عادل أبو حسون                               |
| خشوب             | فاطمة سعد                                   |
| كركوش            | عادل أبو حسون                               |
| عقرب             | مروان فرحات                                 |
| غطاس (مجموعة)    | مروان فرحات بثينة شيا عادل أبو حسون         |
| أبو رعيدة        | عادل أبو حسون                               |
| شرشوح            | مروان فرحات                                 |
| الغوريلا         | عادل أبو حسون                               |
| أبو حجيلة        | عادل أبو حسون                               |
| فرفوشة           | أمل عمران                                   |
| جنجل             | مروان فرحات                                 |

### آخرون
| الشخصية         | أداء الصوت                |
| --------------- | ------------------------- |
| زاجل            | مأمون الفرخ عادل أبو حسون |
| والد يامن       | مروان فرحات               |
| والدة يامن      | فدوى سليمان               |
| عم شادي         | مروان فرحات               |
| زوجة عم شادي    | فاطمة سعد                 |
| والد أمجد       | مروان فرحات               |
| والدة أمجد      | بثينة شيا                 |
| حسان (شقيق زين) | عادل أبو حسون             |
| الأستاذ حسان    | مروان فرحات               |
| والد مي         | عادل أبو حسون             |
| والدة مي        | مجد ظاظا                  |
| والدة سمر       | آنجي اليوسف               |

## عناوين الحلقات
| الرقم | الاسم                                                                                 |
| ----- | ------------------------------------------------------------------------------------- |
| 1     | بداية الحكاية                                                                         |
| 2     | المقاتل صنديد                                                                         |
| 3     | المقاتل رماح                                                                          |
| 4     | سمر في خطر                                                                            |
| 5     | المقاتل إعصار                                                                         |
| 6     | مدينة الألعاب                                                                         |
| 7     | شجاعة زين                                                                             |
| 8     | الخفاش                                                                                |
| 9     | عندما نساعد الآخرين لا ننتظر منهم الشكر                                               |
| 10    | علينا ألا نتسرع في الحكم على الآخرين                                                  |
| 11    | كلنا أقوياء وبالتصميم نبلغ الأهداف                                                    |
| 12    | الجهل يُحول المساعدة إلى ضرر                                                           |
| 13    | نستطيع أن نقضي على الشر إذا كنا متعاونين                                              |
| 14    | الثقة بالنفس تثمر النجاح المستمر                                                      |
| 15    | علينا ألا ننخدع بمظاهر الأشياء                                                        |
| 16    | بالإصرار والعزيمة نستطيع مواجهة أكبر الصعوبات                                         |
| 17    | الحذر من الغرباء واجبٌ في كل زمان ومكان                                                |
| 18    | الإخفاق مرة لا يعني نهاية كل شيء                                                      |
| 19    | الخيال يقوي مهارات التفكير                                                            |
| 20    | لا تتخلى عن صديقك مهما كانت الظروف                                                    |
| 21    | واجبنا تجاه أصدقائنا تحتمه علينا أخلاقنا وتربيتنا                                     |
| 22    | الصداقة أغلى من أن تضيع في جدال                                                       |
| 23    | علينا أن نثق بأصدقائنا وأن لا نسيء الظن فيهم                                          |
| 24    | صديقي الحقيقي هو من إذا أخطأت نبهني                                                   |
| 25    | الأنانية مرض وعلينا التخلص منه                                                        |
| 26    | الشجاعة .. الأمل .. الصداقة .. المعرفة .. الصفاء .. المحبة ، هي الهدف                 |
| 27    | لا تستهن بخصمك مهما بدا ضعيفاً                                                         |
| 28    | وِحدة الرأي تًساعد مواجهة الصعاب                                                        |
| 29    | بالتعاون والمحبة نحمي مدينتنا من نار الحرب                                            |
| 30    | أصبر على ألمي وجوعي ولا أحرج نفسي                                                     |
| 31    | كن صادقاً مع أهلك في كل الظروف ومهما كانت النتائج                                      |
| 32    | كلما ازدادت الصعاب ازداد التحدي والإصرار                                              |
| 33    | من اختار طريق الشر سيدفع الثمن غالياً                                                  |
| 34    | الأمل لا يموت طالما هناك إرادة قوية                                                   |
| 35    | علينا جميعاً المشاركة في الحفاظ على مدينتنا                                            |
| 36    | من أجل مدينتنا وأهلنا سنقاتل                                                          |
| 37    | الحياة بلا هدف نبيل ليس لها معنى                                                      |
| 38    | أحبب أخاك واعط صديقك يدك                                                              |
| 39    | لا تدعوا الخوف يمنعكم عن أداء واجبكم                                                  |
| 40    | بالعمل ننقذ عالم الديجيتال                                                            |
| 41    | كلنا معاً نحو الهدف                                                                    |
| 42    | أيها الأبطال .. أنتم أمل عالم الديجيتال                                               |
| 43    | أنا جدير بتحمل المسؤولية                                                              |
| 44    | أريد أن أصبح أكثر قوة                                                                 |
| 45    | علينا أن نبحث عن أسلوب خاصٍ بنا                                                        |
| 46    | الهدف النبيل يزيد صاحبه شجاعةً                                                         |
| 47    | مرحباً أيها الصديق القديم                                                              |
| 48    | سأنقذ أختي مهما كان الثمن                                                             |
| 49    | لنعمل معاً لإعادة الأمن والهدوء إلى مدينتنا                                            |
| 50    | لا بد للاصدقاء أن يلتقوا دائماً                                                        |
| 51    | لا تدعوا الأفكار السوداء تسيطر عليكم                                                  |
| 52    | لن نُهزم طالما لدينا الأمل                                                             |
| 53    | المعرفة .. الصفاء .. الإخلاص .. المحبة .. الصداقة .. الشجاعة .. تجمعنا وتجعلنا أقوياء |
| 54    | علينا أن نتعلم دائماً من تجاربنا                                                       |